# Szalay-Bobrovniczky Kristóf
Szalay-Bobrovniczky Kristóf, született Szalay Kristóf (Budapest, 1970. június 6. –) magyar diplomata, üzletember, politikus, az ötödik Orbán-kormány honvédelmi minisztere. A 2024-es Befolyás-barométer szerint ő Magyarország 17. legbefolyásosabb személye. Rendfokozata szerint tartalékos őrnagy.
Testvére Szalay-Bobrovniczky Vince, a Miniszterelnökség társadalmi kapcsolatokért felelős helyettes államtitkára. Felesége Szentkirályi Alexandra, a Fidesz budapesti elnöke, és a Fővárosi Önkormányzat képviselője.

## Családja és származása
Apja Eötsi Szalay Kázmér (1941-), anyja Bobrovniki és Szentannai Bobrovniczky Eszter (1944-). Apai nagyszülei Eötsi Szalay Kázmér (1888–1959), huszárhadnagy és Sövényházi Fricke Emília (1897–1986). Az anyai nagyszülei Bobrovniki és Szentannai Bobrovniczky Tamás (1908–1983) huszárezredes és nemes Némethy Mária (1915–2011) voltak. Az apai nagyapai dédszülei Eötsi Szalay Bálint (1858–1905), Zala vármegyei földbirtokos és Polczer Terézia (1862–1925) voltak. Az apai nagyanyai dédszülei Sövényházi Fricke Emil (1867–1939), földbirtokos, magyar királyi gazdasági főtanácsos, és Szentkirályi Nagy Izabella (1876–1949) voltak. Az anyai nagyapai dédszülei Bobrovniki és Szentannai Bobrovniczky Tamás (1873–1950), vezérőrnagy és Surmin Gizella (1883–1949) voltak. Az anyai nagyanyai dédszülei nemes Némethy Ödön (1873–1940), Győr, Moson és Pozsony Közigazgatásilag egyesített vármegyék alispánja, és Felsőzsidi Németh Margit (1877–1951) voltak. Anyai nagyanyjának fivére Némethy Bertalan (1911–2002) magyar lovastiszt, díjugrató és kiképző tréner, a modern kori lovaglás egyik legkiemelkedőbb egyénisége, egyben az amerikai lovassport megreformálója volt. A Szalay de Eöts család leszármazását lásd Records of the Tötösy de Zepetnek Family / A Zepetneki Tötösy család adattára https://docs.lib.purdue.edu/clcweblibrary/totosyrecords

## Életpályája
1993-ban végzett a Gödöllői Agrártudományi Egyetemen, majd francia állami ösztöndíjjal elvégezte a Copernic programot, amely egy posztgraduális menedzsment képzés Párizsban. A pénzügyi szektorban dolgozott hat évig multinacionális vállalatoknál, majd 1999-ben a telekommunikációs szektorhoz került, ahol különböző felsővezetői pozíciókat töltött be. Üzleti vállalkozásai során egy befektetési alapot kezelt és egy befektetési céget alapított Magyar Vagon Zrt. néven.
2004-től a Heti Válasz című politikai hetilap kiadója és főszerkesztője lett.
2011-től a Századvég Alapítvány kuratóriumának elnökhelyettese, valamint a Századvég Gazdaságkutató Zrt. társtulajdonosa és igazgatósági tagja. Tagja a budapesti Városliget fejlesztésére létrehozott állami Városliget Ingatlanfejlesztő Zrt. igazgatóságának.
Áder János köztársasági elnök 2014-ben rendkívüli és meghatalmazott nagykövetté nevezte ki. 2016 és 2020 között magyar nagykövet az Egyesült Királyságban.
2022-től az ötödik Orbán-kormány honvédelmi minisztere.

## Magánélete
Három gyermek édesapja, az egyikük édesanyja a jelenlegi felesége, Szentkirályi Alexandra. Hobbijai közé tartozik a lovaglás, a futás, a tenisz, a vitorlázás és a kendó japán harcművészet.

## Kritika
2022-ben azzal került a hírekbe, hogy az Ukrajna elleni orosz invázió nyomán bevezetett nyugati szankciók ellenére tovább üzletelt a tiltólistán szereplő oroszokkal.
2023. szeptember 11-én a a Budaörsi úti Petőfi Sándor laktanyát Mária Terézia laktanyára nevezte át, amit egyesek a királynő uralkodása alatt történt madéfalvi vérengzésre való tekintettel kritizáltak. Madéfalván több száz székelyt, köztük nőket és gyermekeket mészároltak le, székelyek tömegeit késztetve arra, hogy Moldvába meneküljenek. A névváltoztatás azért is tiltakozást váltott ki, mert az időpontja pont a Petőfi Sándor emlékév idejére esett. A laktanya ad otthont a Magyar Honvédség vitéz Szurmay Sándor Budapest Helyőrség Dandár-nak, melynek egyik egységét, a 32. gyalogezredet Mária Terézia alapította 1741-ben.